# Лисняк Михайло
Михайло Лисняк (1 листопада 1950) — радянський хокеїст, воротар.

## Спортивна кар'єра
По одному сезону виступав за команди майстрів «Динамо» (Київ), «Хімік» (Дніпродзержинськ) і «Дніпроспецсталь» (Запоріжжя). У вищій лізі провів 4 матчі.

## Статистика
| Сезон   | Клуб            | Ліга | І | ПГ |
| ------- | --------------- | ---- | - | -- |
| 1968-69 | «Динамо» (Київ) | вища | 4 |    |